# Yale University Art Gallery
Die Yale University Art Gallery ist ein Museum in New Haven, USA. Sie gehört zur Yale University und ist das älteste Kunstmuseum einer Universität der westlichen Hemisphäre.

## Geschichte

### Gründung

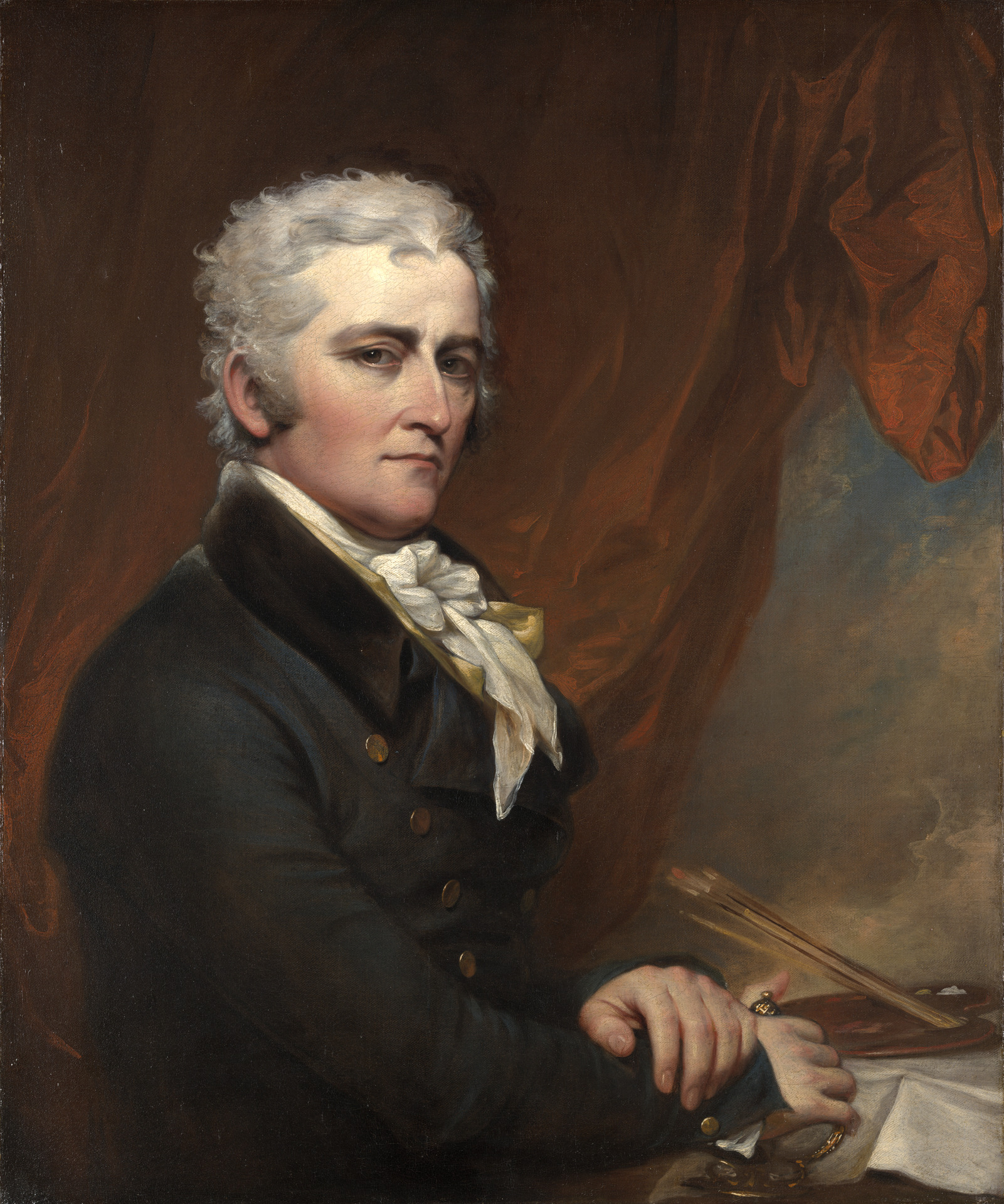
John Trumbull, Selbstporträt, um 1802

Das Museum wurde 1832 gegründet, was entscheidend auf den Maler John Trumbull zurückgeht. Hierüber existieren unterschiedliche Eigenangaben seitens der Yale University:
Einerseits wird angegeben, dass Trumbull am 19. Dezember 1831 einen Vertrag unterschrieben habe, welcher Yale 28 seiner Gemälde und 60 seiner Miniatur-Porträts für eine jährlich bis zu seinem Tod zu zahlende Summe von 1.000 US-Dollar übereignete. Zu diesem Zeitpunkt war er 75 Jahre alt. Andererseits soll Trumbull mehr als 100 seiner Malereien dem Yale College geschenkt haben.
Trumbull entwarf selbst die Bildergalerie in Yale, welche am 25. Oktober 1832 eröffnet wurde.

### Umzüge

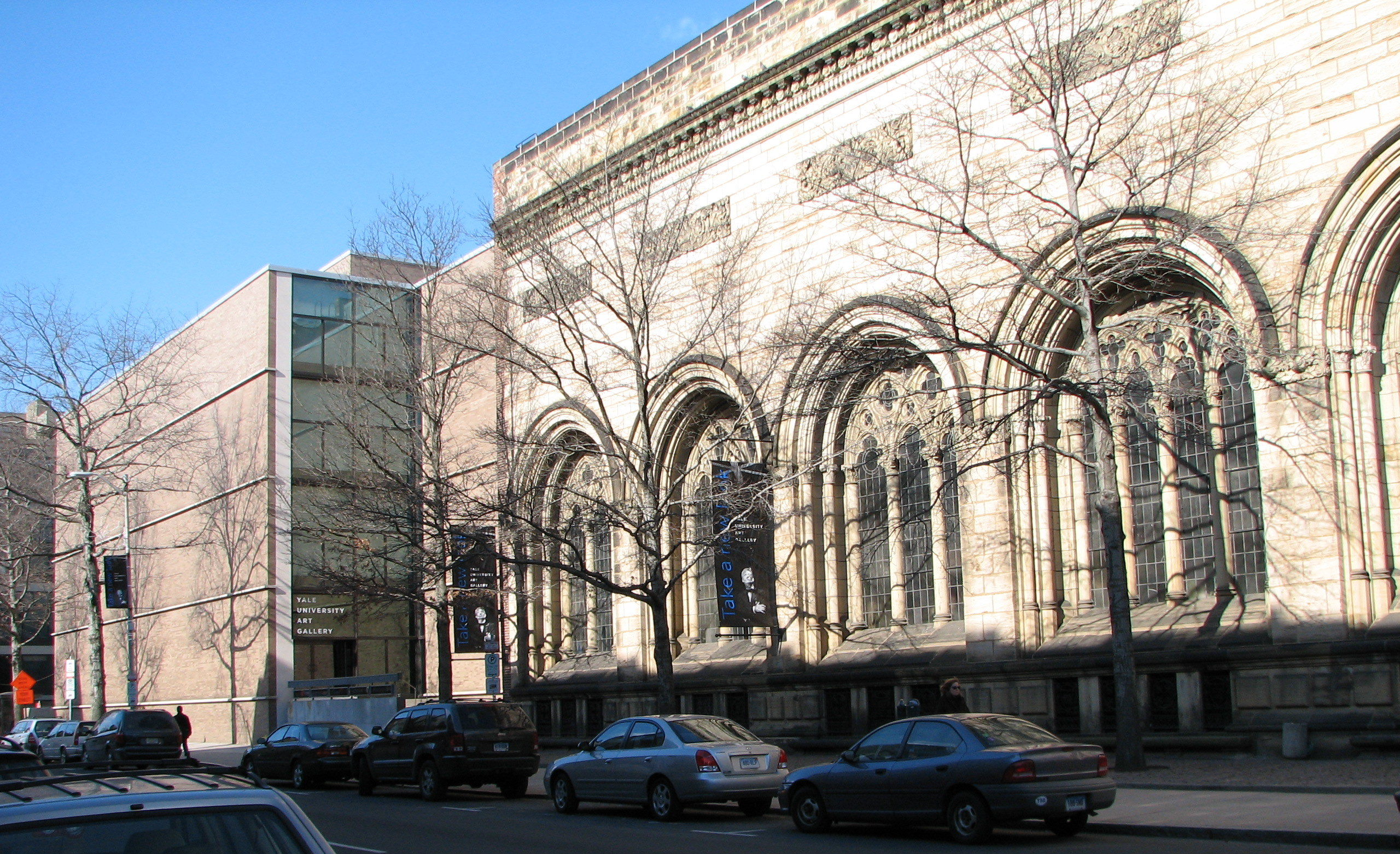
Das Swarwout Gebäude

Yales Sammlung wurde schnell zu groß für die Trumbull-Galerie, weshalb sie 1867 in die Street Hall umzog. Die Trumbull-Galerie wurde dann als Amtssitz des Präsidenten und des Schatzmeisters der Universität verwendet, bis sie 1901 abgerissen wurde.
Im Herbst 1926 begann der Bau eines neuen Gebäudes, welches die bis dahin an verschiedenen Orten des Campus befindlichen Kunstsammlungen der Yale University zusammenführen und Platz für weiteres Wachstum bereitstellen sollte. Die von Egerton Swartwout (1870–1943) im Stil des Historismus entworfene Gallery of Fine Arts („Galerie der schönen Künste“) wurde am 27. September 1928 eröffnet. Das Swartwout Gebäude beinhaltet auch heute noch Teile der Sammlung.

### Heutiges Hauptgebäude
Das heutige Hauptgebäude des Museum war der erste Auftrag an Louis I. Kahn, der gerade sein Architekturstudium in Yale abgeschlossen hatte. Es war der Start zu Kahns Karriere, der als einer der bedeutendsten Architekten der zweiten Hälfte des 20. Jahrhunderts gilt.
Bei seiner Eröffnung im November 1953 umfasste die Yale University Art Gallery and Design Center weitreichende, offene Räume zur Kunstausstellung und Platz für Ateliers der Kunst- und Architektur-Studenten.

## Architektur
Das Hauptgebäude wurde aus Stein, Beton, Glas und Stahl erbaut. Es besitzt eine fensterlose Wand an seiner Hauptfassade. Das sogenannte „Kahn-Gebäude“ war ein radikaler Bruch der neogotischen Tradition, welche große Teile des Campus und das angrenzende Swartwout-Gebäude verkörpern. Es erhielt sowohl für seine Schönheit, die Geometrie und das Licht als auch für die Ingenieursleistung Lob.

## Sammlung
Das Museum verfügt über mehr als 185.000 Werke. Diese sind in zehn Abteilungen untergliedert:
- Afrikanische Kunst
- Amerikanische Dekorativkunst
- Amerikanische Gemälde und Skulpturen
- Antike Kunst
- Kunst des alten Amerikas (Präkolumbische Kunst)
- Asiatische Kunst
- Münzen und Medaillen
- Europäische Kunst
- Kunst der Moderne und zeitgenössische Kunst
- Drucke, Zeichnungen und Fotografien

Alleine im Bereich der modernen und zeitgenössischen Kunst gibt es beispielsweise Werke von Paul Cézanne,   Marcel Duchamp,  Vincent van Gogh, Eva Hesse, Roni Horn, Piet Mondrian und Pablo Picasso.

## Abbildungen

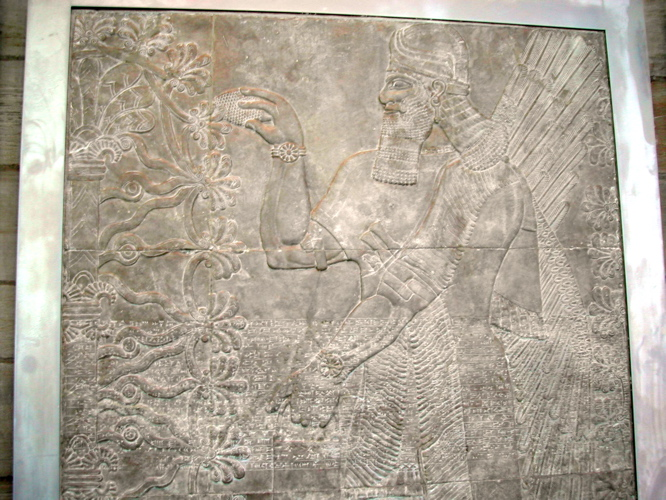
Assyrisches Relief: Geist mit Menschenkopf bewässert heiligen Baum
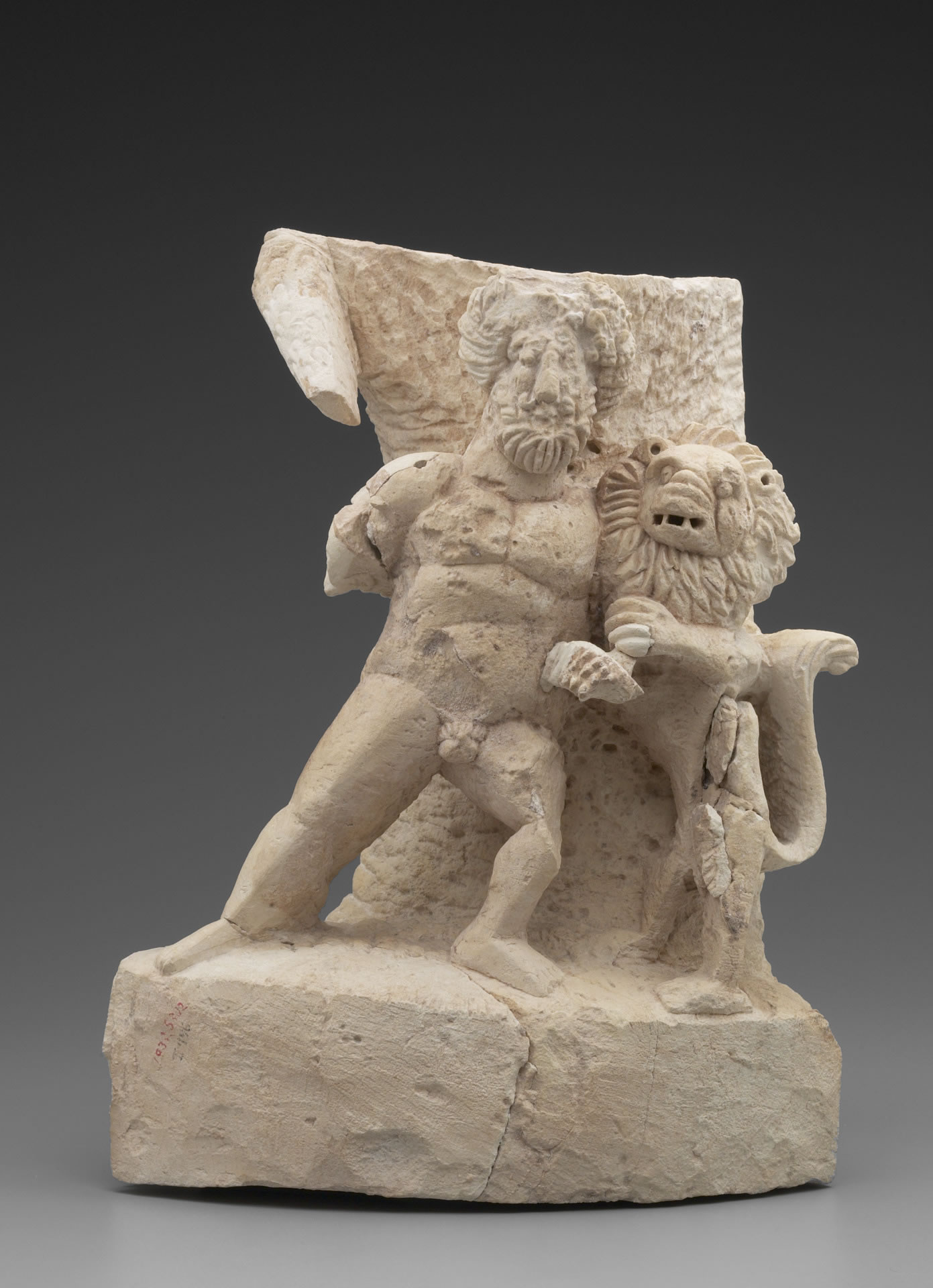
Heraklesstatue aus Dura Europos
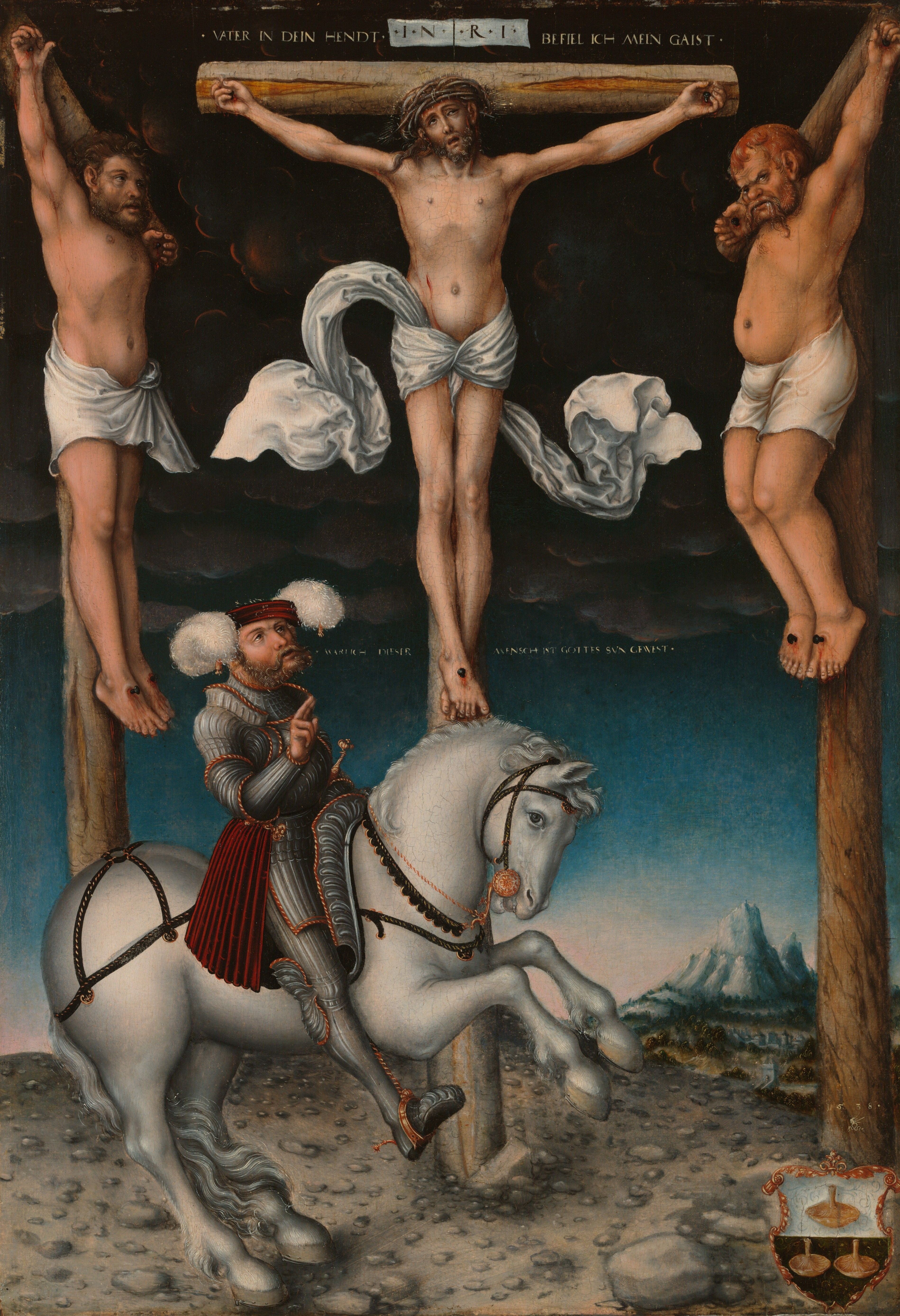
Lucas Cranach der Ältere: Die Kreuzigung mit dem konvertierten Centurio
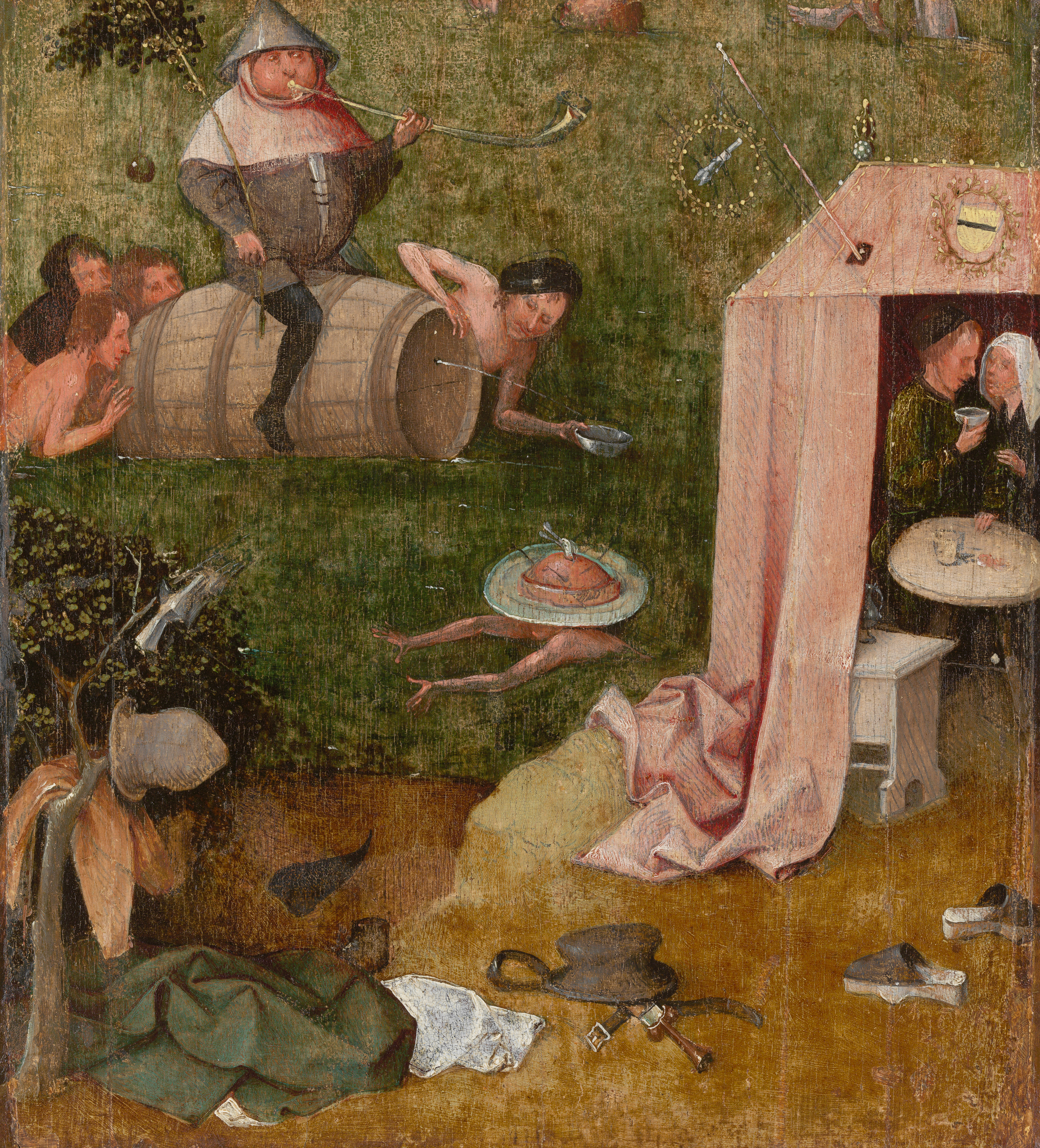
Hieronymus Bosch: Allegorie von Völlerei und Lust
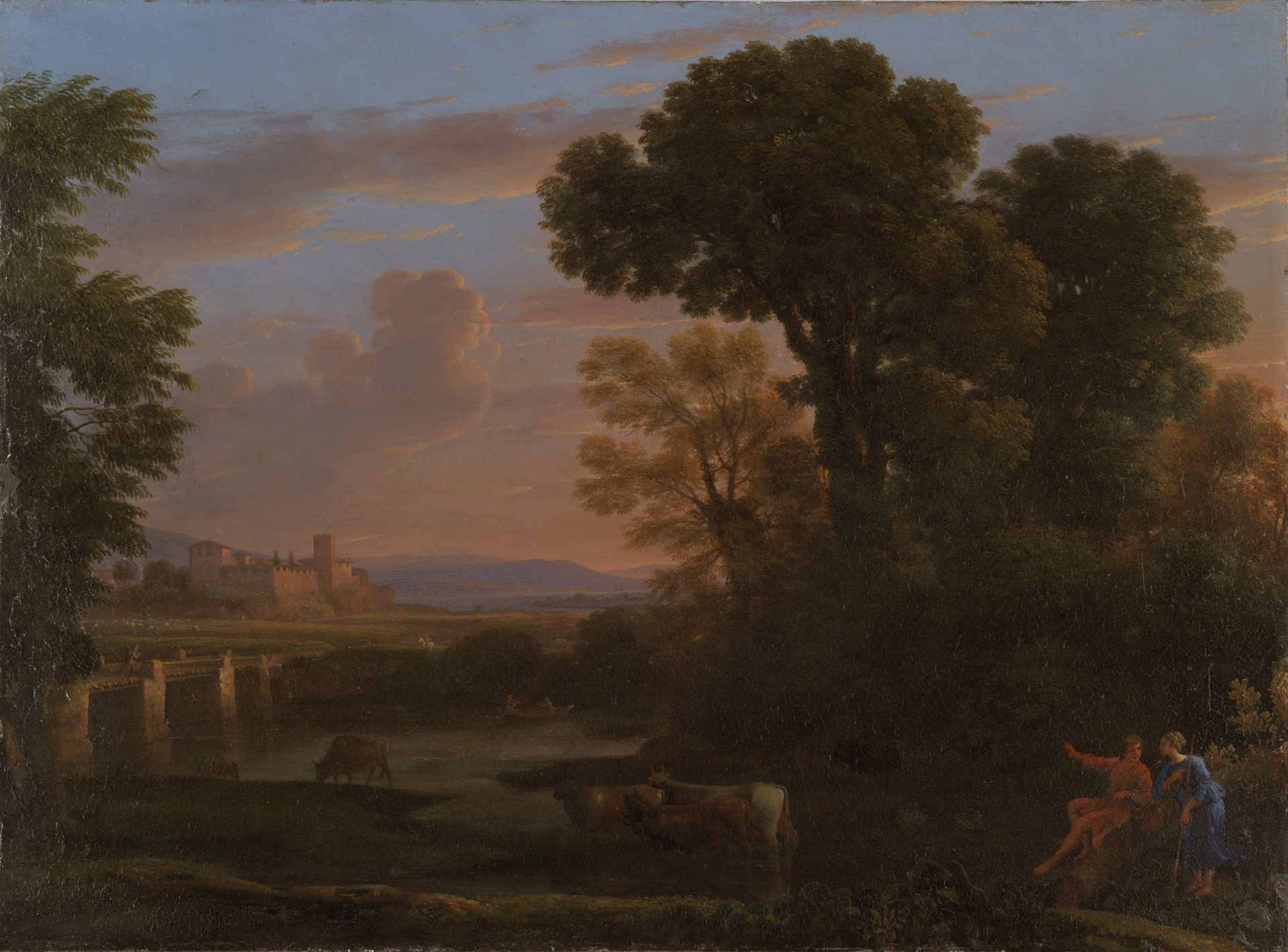
Claude Lorrain: Landschaft mit Hirten
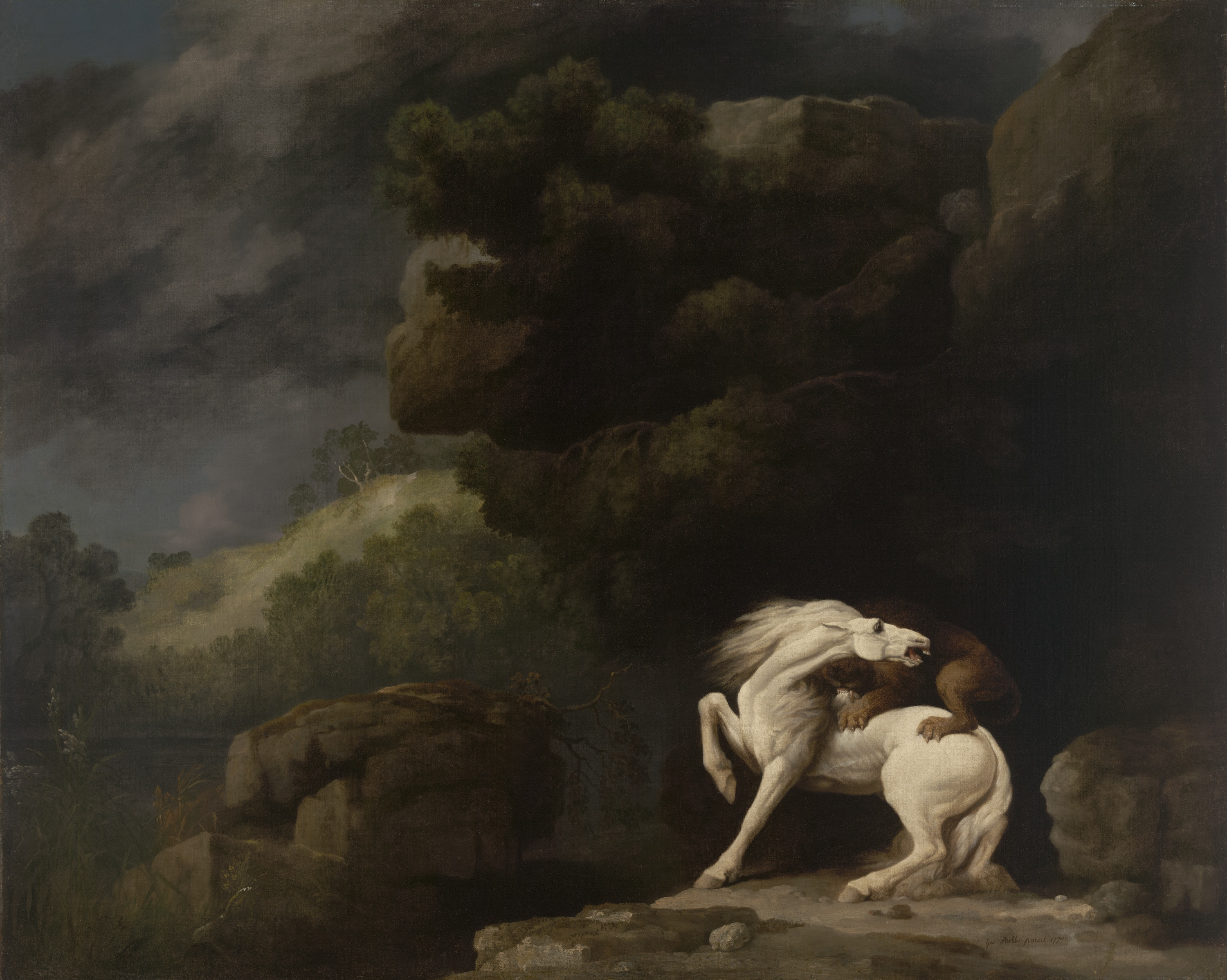
George Stubbs: Löwe attackiert Pferd
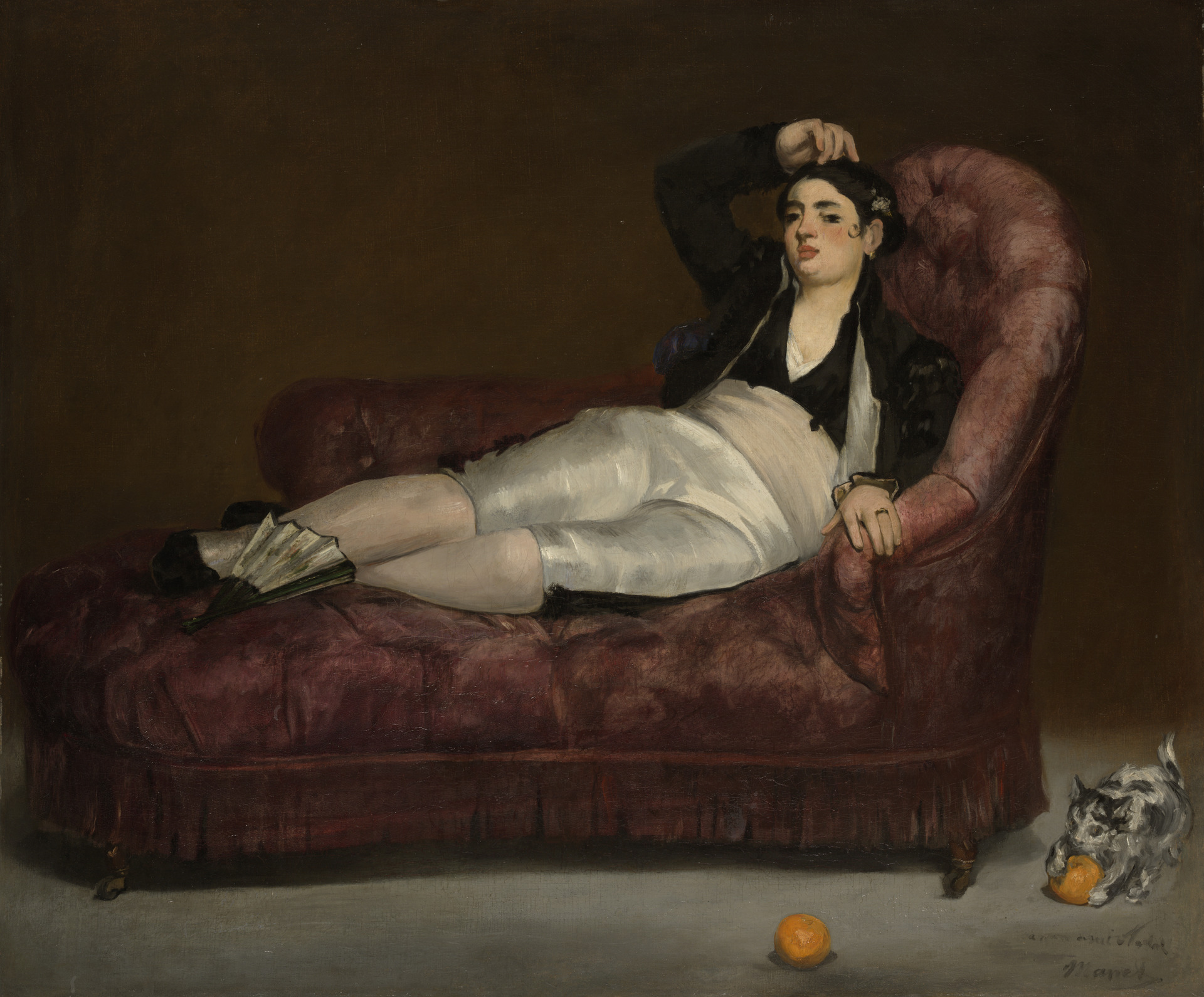
Édouard Manet: Junge Frau liegend in spanischem Kostüm
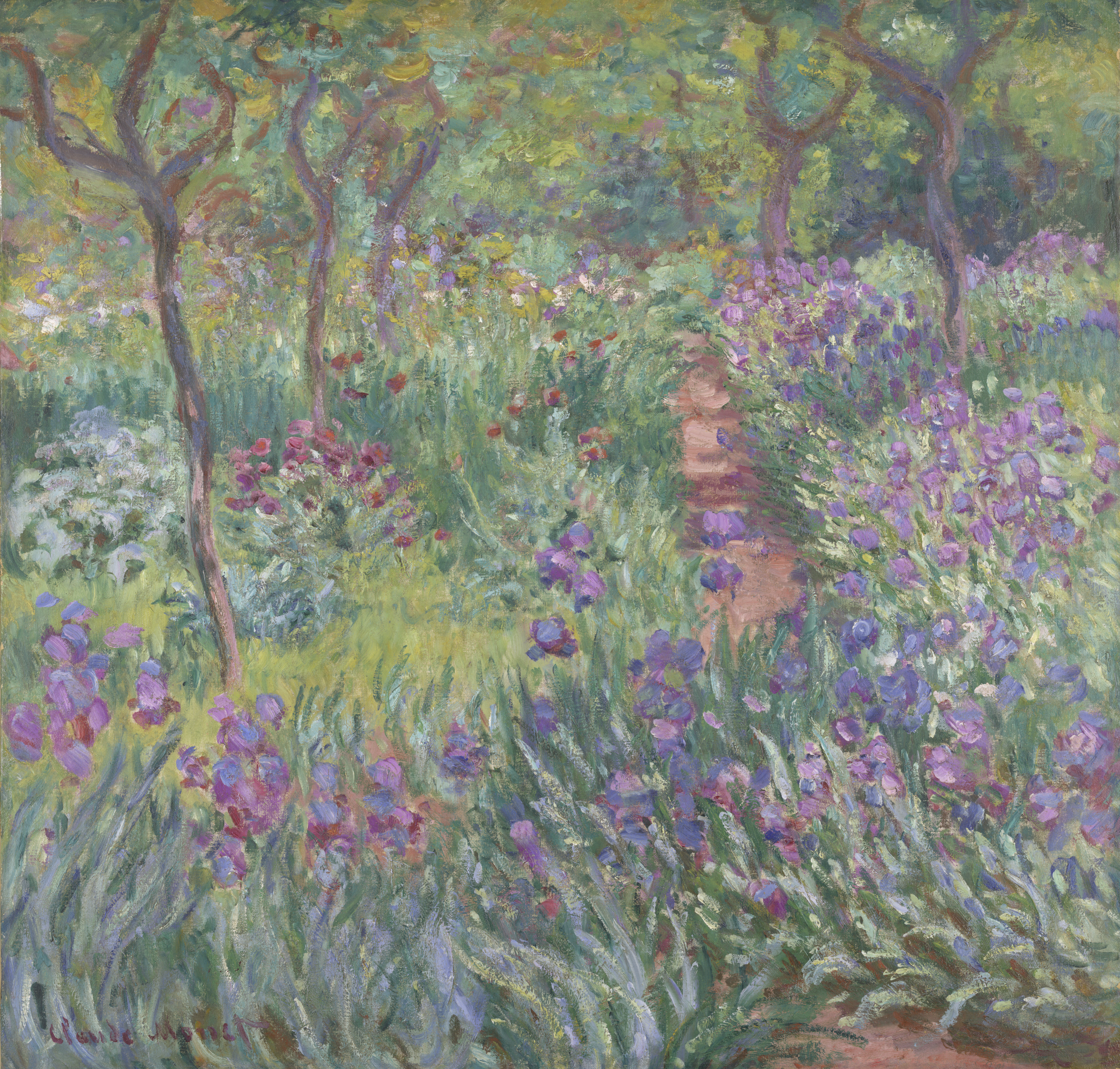
Claude Monet: Der Garten des Künstlers in Giverny